# Unicredit Czech Open 1995
L'Unicredit Czech Open 1995 è stato un torneo di tennis facente parte della categoria ATP Challenger Series nell'ambito dell'ATP Challenger Series 1995. Il torneo si è giocato a Prostějov in Repubblica Ceca dal 4 al 10 settembre 1995 su campi in terra rossa.

## Vincitori

### Singolare
Andrea Gaudenzi ha battuto in finale  Jiří Novák con il punteggio di 6–4, 6–3

### Doppio
Andrei Pavel /  Glenn Wilson hanno battuto in finale  Jeff Belloli /  Jack Waite con il punteggio di 7–5, 6–3